# Mannagettaea hummelii
Mannagettaea hummelii är en snyltrotsväxtart som beskrevs av Harry Sm.. Mannagettaea hummelii ingår i släktet Mannagettaea och familjen snyltrotsväxter. Inga underarter finns listade i Catalogue of Life.